# Everything Turns Around
Everything Turns Around è un singolo del gruppo musicale statunitense Dogstar, pubblicato il 19 luglio 2023 come primo estratto dall'album Somewhere Between the Power Lines and Palm Trees.

## Descrizione
Everything Turns Around è il primo singolo del gruppo a venire pubblicato dopo Cornerstore del 1999, il primo a venire realizzato dopo lo scioglimento del gruppo avvenuto nel 2002 e conseguentemente alla loro reunion avvenuta nel 2022.

## Tracce
Testi e musiche di Bret Domrose, Keanu Reeves, Robert Mailhouse.
1. Everything Turns Around – 3:00

## Crediti

### Musicisti
- Bret Domrose – voce, chitarra
- Keanu Reeves – basso
- Robert Mailhouse – batteria, percussioni

### Personale tecnico
- Dave Trumfio - produzione discografica
- Ruddy Lee Cullers - ingegneria acustica